# Peter Westman
Peter Westman, född den 12 juli 1972, är en svensk före detta fotbollsspelare, mest känd som målvakt i Örebro SK mellan 1999 och 2010, då han avslutade sin spelarkarriär.
Westman kom till Örebro SK från Ludvika FK 1999. Dessförinnan spelade han med moderklubben MoDo AIK (senare MoDo FF) där han gjorde A-lagsdebut i division 4 som 16-åring. Han är barndomsvän till Peter Forsberg.
I Örebro var Westman ofta reservmålvakt. Efter att varit andraval bakom klubblegendaren Anders Karlsson tog Westman tillfälligt över som etta 2000, Karlsson tog dock tillbaka sin plats under 2001 efter att Westman sprungit in i sin egen stolpe och skadat sig. Westman fick definitivt ta över förstaspaden till säsongen 2005. Han behöll sin roll som etta i målet till sommaren 2008, då han åter förpassades till bänken.
Efter att ha lagt handskarna på hyllan började Westman arbeta som regionchef hos Örebro SK:s sponsor Würth. Sedan 2017 innehar han en motsvarande roll hos Elektroskandia.